# I Want You Back
"I Want You Back" là bài hát năm 1969, và là đĩa đơn từ hãng đĩa lớn đầu tay của nhóm nhạc gia đình The Jackson 5. Bài hát là bản hit quán quân của ban nhạc và hãng thu Motown đầu thập niên 1970. Cùng với bản cover "Who's Lovin' You" của Smokey Robinson & the Miracles'  ở mặt B, là đĩa đơn duy nhất từ album đầu tay của Jackson 5, Diana Ross Presents the Jackson 5. Bài hát đạt hạng nhất bảng xếp hạng đĩa đơn nhạc Soul trong bốn tuần và giữ vị trí quán quân trên bảng xếp hạng Billboard Hot 100 trong tuần lễ kết thúc ngày 31 tháng 1 năm 1970. "I Want You Back" được xếp hạng 121 trên danh sách 500 bài hát tuyệt nhất mọi thời đại của tạp chí Rolling Stone.

## Sản xuất
Ban đầu dự định sáng tác dành cho Gladys Knight & the Pips và sau đó là Diana Ross, dưới tên "I Wanna Be Free", "I Want You Back"  nói về một anh chàng vội vàng bỏ cô người yêu và rồi hối hận khi thấy cô trong vòng tay người khác. Một khía cạnh lạ của "I Want You Back" là giọng nam chính được thể hiện bởi Michael Jackson lúc anh chưa đầy 13 tuổi.
Đĩa đơn nổi bật vì là đĩa đầu tiên của Jackson 5 phát hành bởi Motown, đĩa đầu tiên trong chuỗi 4 đĩa quán quân liên tiếp của Jackson 5 (còn lại bao gồm "ABC", "The Love You Save", và "I'll Be There"), và là bài đầu tiên viết và thu bởi đội sản xuất The Corporation, bao gồm lãnh đạo Motown Berry Gordy, Freddie Perren, Alphonzo Mizell, và Deke Richards.
"I Want You Back" cũng là bài hát đầu tiên Jackson 5 thu tại Los Angeles, California; nhóm đã thu âm tại Detroit, Michigan với các bài cover của Bobby Taylor-sản xuất, bao gồm "Who's Lovin' You", mặt B của "I Want You Back".
Dù Gladys Knight là người đầu tiên gợi ý nhóm Jackson cho Berry Gordy, và Bobby Taylor đưa anh em nhà Jackson  tới Motown, Motown lại ghi công Diana Ross là người đã tìm ra họ. Điều này vừa giúp nâng đỡ nhóm Jackson 5, vừa giúp Ross chuyển sang sự nghiệp solo dễ dàng hơn, cô đã bắt đầu chuyển sang solo năm 1970 sau khi Jackson 5 thành công.

## Trình diễn trực tiếp
The Jackson 5 trình diễn "I Want You Back" trong tất cả các tour diễn quốc tế của họ, dưới dạng nguyên bài hoặc liên khúc (cùng với "ABC" và "Mama's Pearl", về sau đổi thành "The Love You Save" năm 1973). Trong lần thứ hai xuất hiện trên truyền hình (trong chương trình The Hollywood Palace dẫn bởi Diana Ross & the Supremes), nhóm Jackson 5 trình diễn "I Want You Back" với  "Sing a Simple Song" của Sly & the Family Stone, "Can You Remember" của The Delfonics'  và bài hát của James Brown mang tên "There Was a Time".
Michael Jackson trình diễn bài hát như một phần của "liên khúc Jackson 5" (cùng với "The Love You Save" và "I'll Be There") trong tất cả các tour lưu diễn quốc tế của ông - Bad World Tour, Dangerous World Tour và HIStory World Tour. Bài hát cũng được dự định trình diễn tại tour diễn đánh dấu sự trở lại của Michael Jackson -  This Is It tại London, nhưng bị hủy bỏ vì nam ca sĩ đã từ trần trước ngày diễn. Lần cuối trình diễn trực tiếp bài hát này là trong chương trình Michael Jackson: 30th Anniversary Special năm 2001, Michael Jackson  đã tái hợp với các anh của mình trên sân khấu lần đầu tiên kể từ năm 1984.

## Tiếp nhận
Bài hát bán được 6 triệu bản toàn cầu. Năm 1999, "I Want You Back" được đưa vào Nhà lưu danh Grammy.
"I Want You Back" đạt hạng 121 trên danh sách '500 bài hát tuyệt nhất mọi thời đại' của Rolling Stone. Bài hát cũng đạt hạng 9 trên danh sách  '100 bài hát Pop hay nhất từ năm 1963' của Rolling Stone.
Năm 2006, Pitchfork Media khen tặng bài hát là bài hát hay thứ nhì thập niên 1960s, nhận xét rằng phần điệp khúc có "dàn hợp âm có lẽ là tuyệt nhất lịch sử nhạc pop". Một bài viết vào tháng 6 năm 2009 của The Daily Telegraph gọi bài hát là " có thể mệnh danh là bản thu nhạc pop tuyệt nhất mọi thời đại".
I want you back đã được trao tặng chứng nhận Bạc vào ngày 22 tháng 8 năm 2014  bởi British Phonographic Industry Association.

## Xếp hạng
| Bảng xếp hạng (1970-2009)    | Vị trí cao nhất |
| ---------------------------- | --------------- |
| Australian Singles Chart     | 77              |
| UK Singles Chart             | 2               |
| US Billboard Hot 100         | 1               |
| Bảng xếp hạng (2009)         | Vị trí cao nhất |
| Australian Singles Chart     | 53              |
| French Digital Singles Chart | 26              |
| Irish Singles Chart          | 34              |
| Swedish Singles Chart        | 47              |
| UK Singles Chart             | 43              |